# 本牧ふ頭出入口
本牧ふ頭出入口（ほんもくふとうでいりぐち）は、神奈川県横浜市中区本牧ふ頭にある首都高速道路湾岸線の出入口である。横浜マラソンのフルマラソンでは東行き本線 → オンランプをコースとして使用している。

## 道路
- 国道357号

## 周辺
- 神奈川臨海鉄道 本牧埠頭駅（貨物駅）
- 本牧埠頭
- 本牧海づり施設
- 本牧山頂公園
- 本牧フロント[1]
- イオン本牧店

## 隣
首都高速湾岸線
(B07A)南本牧ふ頭出入口 - 本牧JCT（幸浦方面と接続） - (B07B)本牧ふ頭出入口 - 本牧JCT（東京方面と接続） - 横浜ベイブリッジ - 大黒JCT/(B08,B09)大黒ふ頭出入口/大黒PA